# Lego Super Heroes
 (octobre 2015).
Si vous disposez d'ouvrages ou d'articles de référence ou si vous connaissez des sites web de qualité traitant du thème abordé ici, merci de compléter l'article en donnant les références utiles à sa vérifiabilité et en les liant à la section « Notes et références ».
Lego fait l'acquisition d'une licence auprès de DC Comics et de Marvel Comics pour créer respectivement deux univers basés sur les comics,  DC Universe Super Heroes et Marvel Universe Super Heroes.

## DC Universe Super Heroes

### Produit de la gamme Lego Batman
- 7779 : The Batman Dragster : Catwoman Pursuit
- 7780 : The Batboat : Hunt for Killer Croc
- 7781 : The Batmobile : Two-Face's Escape
- 7782 : The Batwing : The Joker's Aerial Assault
- 7783 : The Batcave : The Penguin and Mr. Freeze's Invasion
- 7784 : The Batmobile : Ultimate Collector's Edition
- 7785 : Arkham Asylum
- 7786 : The Batcopter : The Chase of Scarecrow
- 7787 : The Bat-Tank : The Riddler and Bane's Hideout
- 7884 : Batman's Buggy : The Escape of Mr. Freeze
- 7885 : Robin's Scuba Jet : Attack of the Penguin
- 7886 : The Batcycle : Harley Quinn's Hammer Truck
- 7888 : The Tumbler : Joker's Ice-Cream Surprise

#### Jeu vidéo
Un jeu vidéo a été créé sur la franchise Lego Batman en 2008 : Lego Batman, le jeu vidéo.

### Produits de la gamme Lego DC Comics Super Heroes
- 4526 : Batman
- 4527 : The Joker
- 4528 : Green Lantern
- 6857 : L'échappée de la fête foraine
- 6858 : La poursuite de Catwoman
- 6860 : La Batcave
- 6862 : Superman contre Lex Luthor
- 6863 : La Bataille en batwing au-dessus de Gotham City
- 6864 : La poursuite de Double Face en Batmobile
- 10937 : Arkham Asylum Breakout
- 30160 : Batman on the Boat
- 30161 : Batmobile
- 30164 : Lex Luthor
- 30166 : Robin and the Redbird Cycle
- 76000 : Artic Batman contre Mr. Freeze : Aquaman dans la glace
- 76001 : Batman vs. Bane : la course poursuite (tiré du film The Dark Knight Rises)
- 76002 : Superman : Metropolis Showtown (tiré du film Man of Steel)
- 76003 : Superman : Battle of Smallville (tiré du film Man of Steel)
- 76009 : Superman : Black Zero Escape (tiré du film Man of Steel)
- 76010 : L'affrontement avec le pingouin
- 76011 : L'attaque de Man-Bat
- 76012 : La poursuite du sphinx
- 76013 : Le rouleau compresseur du Joker
- 76023 : Le Tumbler (tiré du film The Dark Knight)
- 76026 : Gorilla Grodd en folie
- 76034 : La poursuite en Batboat dans le port
- 76035 : Jokerland
- 76040 : L'attaque de Brainiac
- 76044 : Le combat des Héros
- 76045 : L'interception de la Kryptonite
- 76046 : Les Héros de la Justice : la bataille du ciel
- 76052 : Batman Classic TV Series - Batcave (tiré de la série Batman 66)
- 76053 : La poursuite à Gotham City
- 76054 : La récolte de peur de l'Épouvantail
- 76055 : Choc dans les égouts avec Killer Croc
- 76056 : Le sauvetage de Ra's al Ghul
- 76061 : Mighty Micros : Batman contre Catwoman
- 76062 : Mighty Micros : Robin contre Bane
- 76063 : Mighty Micros : Flash contre Captain Cold
- 76068 : Mighty Micros : Superman contre Bizarro
- 76069 : Mighty Micros : Batman contre Killer Moth
- 76070 : Mighty Micros : Wonder Woman contre Doomsday
- 76075 : La bataille de Wonder Woman (tiré du film Wonder Woman)
- 76085 : La bataille d'Atlantis (tiré du film Justice League)
- 76086 : L'attaque du Knightcrawler dans le tunnel (tiré du film Justice League)
- 76087 : Flying Fox: l'attaque aerienne de la Batmobile (tiré du film Justice League)
- 76092 : Mighty Micros : Batman contre Harley Quinn
- 76093 : Mighty Micros : Nightwing contre le Joker
- 76094 : Mighty Micros : Supergirl contre Brainiac
- 76095 : Aquaman Et L'Attaque De Black Manta
- 76096 : L'équipe Superman et Krypto
- 76097 : Le décollage mechanique de Lex Luthor
- 76098 : La givrante poursuite des bolides
- 76110 : Batman Et L'Attaque Des Hiboux
- 76111 : Batman Et La revanche De Brother Eye
- 76112 : La Batmobile Télécommandée
- 76116 : Le Bat-Sous-Marin De Batman Et le Combat Sous L'Eau
- 76117 : Le Robot Batman Contre Le Robot Poison Ivy

#### Jeux vidéo
Un jeu vidéo a été créé sur la franchise Lego DC Universe Super Heroes, en 2012, faisant suite à Lego Batman, le jeu vidéo : Lego Batman 2 : DC Super Heroes, lui-même suivi par Lego Batman 3 : Au-delà de Gotham et Lego DC Super-Villains.

### Jeu de société
Un jeu de société, 50003 Batman, de la gamme Lego Games est sorti en 2013.

#### Ouvrages
- Lego DC Universe Super Heroes : Batman - L'Encyclopédie illustrée
- Lego Batman : Ultimate Sticker Collection

#### Cinéma
- 2013 : Lego Batman, le film : Unité des super héros (Lego Batman: The Movie - DC Super Heroes Unite) de Jon Burton
- 2015 : Lego DC Comics Super Heroes : La Ligue des justiciers - L'Attaque de la Légion maudite (Lego DC Comics Super Heroes: Justice League: Attack of the Legion of Doom) de Rick Morales
- 2015 : Lego DC Comics Super Heroes : La Ligue des Justiciers contre la Ligue des Bizarro de Brandon Vietti
- 2016 : Lego DC Comics Super Heroes : La Ligue des Justiciers - L'affrontement cosmique de Rick Morales
- 2016 : Lego DC Comics Super Heroes: Justice League : S'évader de Gotham City (Lego DC Comics Super Heroes: Justice League – Gotham City Breakout) de Matt Peters et Melchior Zwyer
- 2017 : Lego Batman, le film (Lego Batman, The Movie) de Chris McKay
- 2017 : Lego DC Super Hero Girls : Rêve ou Réalité (Lego DC Super Hero Girls: Brain Drain) de Todd Grim
- 2018 : Lego DC Super Hero Girls : Le Collège des super-méchants (Lego DC Super Hero Girls: Super-Villain High) de Elsa Garagarza

#### Identité visuelle

Premier logotype de la gamme.
Logotype après le changement nom de la gamme.

## Marvel Universe Super Heroes

### Produits de la gamme Lego Spider-Man
- 1374 : Green Goblin (produit Lego Studio) (tiré du film Spider-Man)
- 1375 : Wrestling Scene (produit Lego Studio) (tiré du film Spider-Man)
- 1376 : Spider-Man Action Studio (produit Lego Studio) (tiré du film Spider-Man)
- 4850 : Spider-Man's first chase (tiré du film Spider-Man)
- 4851 : The Origins (tiré du film Spider-Man)
- 4852 : The Final Showdown (tiré du film Spider-Man)
- 4853 : Spider-Man's Street Chase (tiré du film Spider-Man 2)
- 4854 : Doc Ock's Bank Robbery (tiré du film Spider-Man 2)
- 4855 : Spider-Man's Train Rescue (tiré du film Spider-Man 2)
- 4856 : Doc Ock's Hideout (tiré du film Spider-Man 2)
- 4857 : Doc Ock's Fusion Lab (tiré du film Spider-Man 2)
- 4858 : Doc Ock's Crime Spree (produit Lego 4+) (tire du film Spider-Man 2)
- 4860 : Doc Ock's Café Attack (produit Lego 4+) (tiré du film Spider-Man 2)

### Produits de la gamme Lego Marvel Super Heroes
- 4529 : Iron Man (tiré du film Avengers)
- 4530 : Hulk (tiré du film Avengers)
- 4597 : Captain America (tiré du film Avengers)
- 6865 : La vengeance de Captain America (tiré du film Avengers)
- 6866 : L'hélicoptère de Wolverine
- 6867 : L'évasion de Loki (tiré du film Avengers)
- 6868 : L'évasion en héliporteur de Hulk (tiré du film Avengers)
- 6869 : La combat aérien en Quijet (tiré du film Avengers)
- 6873 : Spider-Man's Doc Ock Ambush (tiré du dessin animé Ultimate Spider-Man)
- 30162 : Quinjet (tiré du film Avengers)
- 30163 : Thor and the Cosmic Cube
- 30165 : Hawkeye with Equipment
- 30167 : Iron Man vs. Fighting Drone
- 76004: Spider-Man : La poursuite en moto-araignée (tiré du dessin animé Ultimate Spider-Man)
- 76005 : Spider-Man : L'attaque du Daily Bugle (tiré du dessin animé Ultimate Spider-Man)
- 76006 : Iron Man : Extremis Sea Port Battle (tiré du film Iron Man 3)
- 76007 : Iron Man : Malibu Mansion (tiré du film Iron Man 3)
- 76008 : Iron Man vs. The Mandarin : Ultimate Battle (tiré du film Iron Man 3)
- 76029 : Iron Man contre Ultron (tiré du film Avengers 2)
- 76039 : Hydra contre les Avengers (tiré du film Avengers 2)
- 76031 : Le combat du Hulk Buster (tiré du film Avengers 2)
- 76032 : La poursuite du Quinjet des Avengers (tiré du film Avengers 2)
- 76036 : L'attaque aérienne de Carnage contre le S.H.I.E.L.D. (tiré du dessin animé Ultimate Spider-Man)
- 76037 : L'équipe de super vilains de Rhino et de l'homme-sable (tiré du dessin animé Ultimate Spider-Man)
- 76038 : L'attaque de la tour des Avengers (tiré du film Avengers 2)
- 76039 : Le combat final de l'Homme -fourmi (tiré du film Ant-Man)
- 76041 : L'attaque de la forteresse d'Hydra (tiré du film Avengers 2)
- 76042 : L'helitransporteur du S.H.I.E.L.D. (tiré des films Avengers)
- 76048 : L'attaque en sous-marin d'Iron Skull
- 76049 : La mission spatiale dans l'Avenjet
- 76047 : La poursuite de la Panthère Noire (tiré du film Captain America : Civil War)
- 76050 : L'attaque toxique de Crossbones (tiré du film Captain America : Civil War)
- 76051 : La Bataille de l'Aéroport (tiré du film Captain America : Civil War)
- 76057 : Le Combat Suprême sur le Pont des Web Warriors (tiré du dessin animé Ultimate Spider-Man)
- 76058 : L'équipe de Ghost Rider (tiré du dessin animé Ultimate Spider-Man)
- 76059 : Le Piège À Tentacules de Doc Ock (tiré du dessin animé Ultimate Spider-Man)
- 76060 : Le Saint des Saints du Doctor Strange (tiré du film Doctor Strange)
- 76064 : Mighty Micros : Spiderman contre le Bouffon Vert
- 76065 : Mighty Micros : Captain America contre Crane rouge
- 76066 : Mighty Micros : Hulk contre Ultron
- 76067 : Le démontage du camion citerne (tiré du film Captain America : Civil War)
- 76071 : Mighty Micros : Spiderman contre le Scorpion
- 76072 : Mighty Micros : Iron Man contre Thanos
- 76073 : Mighty Micros : Wolverine contre Magneto
- 76076 : Poursuite en Avion de Captain America
- 76077 : L'attaque de Detroit Steel
- 76078 : Hulk contre Hulk Rouge
- 76079 : L'Attaque du Ravageur (tiré du film Les Gardiens de la Galaxie Vol.2)
- 76080 : La Revanche d'Ayesha (tiré du film Les Gardiens de la Galaxie Vol.2)
- 76081 : Le Vaisseau Milano contre L'Abilisk (tiré du film Les Gardiens de la Galaxie Vol.2)
- 76082 : Le braquage de banque (tiré du film Spider-Man : Homecoming)
- 76083 : L'Attaque Aérienne de Vautour (tiré du film Spider-Man : Homecoming)
- 76084 : La bataille suprême pour la survie d'Asgard (tiré du film Thor : Ragnarok)
- 76088 : Thor contre Hulk : le combat dans l'arène (tiré du film Thor : Ragnarok)
- 76089 : Mighty Micros : Scarlet Spider Contre Sandman
- 76090 : Mighty Micros : Star-Lord Contre Nebula
- 76091 : Mighty Micros : Thor contre Loki

#### Jeux vidéo
Le premier jeu vidéo basé sur la franchise Lego Marvel Super Heroes sort le 15 novembre 2013 : Lego Marvel Super Heroes. Un autre sort en 2016, du nom de Lego Marvel's Avengers. Le date du 15 novembre 2017, et est la sortie de la suite du premier : Lego Marvel Super Heroes 2.

#### Films
Cinéma
- 2013 : Lego Marvel Super Heroes : contrôle maximum
- 2015 : Marvel Super Heroes : Avengers, tous ensemble !
- 2018 : Black Panther: Trouble in Wakanda

Télévision
- 2017 : Lego Marvel Super Heroes – Guardians of the Galaxy: The Thanos Threa